# Джандоменико Место
Джандоменико Место (на италиански: Giandomenico Mesto) е италиански професионален футболист, десен полузащитник. Той е свободен агент. Висок е 180 см.
Место може да играе и като десен бек.